# Fonction de Liouville
La fonction de Liouville, notée λ et nommée ainsi en l'honneur du mathématicien français Joseph Liouville, est une fonction arithmétique de la théorie des nombres, définie par
où Ω (n) désigne le nombre de facteurs premiers comptés avec multiplicité de l'entier n > 0 :
Par exemple 12 = 2² × 3, d'où Ω (12) = 3).

## Propriétés
- La fonction λ est complètement multiplicative car la fonction Ω est complètement additive. Par conséquent λ(1) = 1.
- Elle satisfait l'identité suivante, où ✻ désigne la convolution de Dirichlet, 1 la fonction constante 1 et χC la fonction indicatrice de l'ensemble C des carrés parfaits :{\displaystyle \lambda *{\mathbf {1} }=\chi _{C},\quad {\rm {ou~encore~:}}\quad \sum _{d|n}\lambda (d)={\begin{cases}1&{\text{si }}n{\text{ est un carré parfait,}}\\0&{\text{sinon.}}\end{cases}}}En effet, ces deux fonctions de n sont multiplicatives et coïncident clairement sur les puissances de nombres premiers.
- La fonction de Liouville est l'inverse, pour ✻, de la valeur absolue de la fonction de Möbius μ.
Cette propriété se déduit de la précédente en remarquant que χC ✻ |μ| = 1.
- La série de Dirichlet de λ est reliée à la fonction zêta de Riemann par la formule :

- La série de Lambert de λ est :

où {\displaystyle \vartheta _{3}(q)} est une fonction thêta de Jacobi.

## Conjectures

### Conjecture de Pólya
On note {\displaystyle L(n)=\sum _{k=1}^{n}\lambda (k)}. Pólya avait conjecturé en 1919 que {\displaystyle \forall n>1,\;L(n)\leqslant 0},ce qui fut réfuté en 1958 par Colin Brian Haselgrove. Minoru Tanaka trouva en 1980 le plus petit contre-exemple n, : L (906 150 257) = 1. On a même L(n) > 0,061867 √n pour une infinité d'entiers n. On ignore si le nombre de changements de signes de L est fini, et pour cause : l'hypothèse de Riemann et la simplicité de tous les zéros de la fonction zêta de Riemann en résulteraient.
Autre conjecture (parfois attribuée à tort à Pál Turán) : si l'on définit {\displaystyle M(n)=\sum _{k=1}^{n}{\frac {\lambda (k)}{k}}}, alors il semblait plausible que M(n) ≥ 0 pour n suffisamment grand, ce qui a été aussi réfuté en 1958 par Haselgrove,. Cette propriété, si elle avait été vraie, aurait entraîné, comme l'avait montré Pál Turán, la véracité de l'hypothèse de Riemann.

### Conjecture de Chowla
Une conjecture de Sarvadaman Chowla énonce que, pour {\displaystyle k} nombres entiers strictement positifs {\displaystyle b_{i}} tous distincts et {\displaystyle k} nombres entiers strictement positifs {\displaystyle a_{i}} avec {\displaystyle a_{i}b_{j}-a_{j}b_{i}\neq 0} pour {\displaystyle 1\leq i<j\leq k}, on a :
{\displaystyle \sum _{1\leq n\leq x}\lambda (a_{1}n+b_{1})\cdot \cdot \cdot \lambda (a_{k}n+b_{k})=o(x)} quand {\displaystyle x\to \infty },
où {\displaystyle o} désigne le symbole de Landau.
La conjecture est vraie pour {\displaystyle k=1} puisque équivalente au théorème des nombres premiers ; elle est ouverte pour {\displaystyle k\geq 2}.
En 2015, Kaisa Matomäki, Maksym Radziwill et Terence Tao ont réalisé des progrès, en ce qui concerne une version moyenne de la conjecture. En 2016, Terence Tao a démontré une version logarithmique de la conjecture dans le cas {\displaystyle k=2}. Une conjecture similaire se formule de la même façon, en remplaçant la fonction de Liouville par la fonction de Möbius.